# Мерциг
Мерциг (нем. Merzig) — город в Германии, районный центр, расположен в земле Саар.
Входит в состав района Мерциг-Вадерн. Население составляет 30,4 тыс. человек (2010). Занимает площадь 108,79 км². Официальный код — 10 0 42 113.
Город подразделяется на 17 городских районов.

## Интересные факты
- На территории Мерцига с 1972 года существует волчий заповедник «Парк волков Вернера Фройнда» (Wolfspark Werner Freund). В настоящее время в заповеднике площадью 10 гектар живут 29 особей из всех регионов мира, которые формируют шесть стай (европейские волки, полярные арктические, канадские лесные, индийские и монгольские волки).[3]. [4]. [5]. [6].